# 미샬 알아흐마드 알자베르 알사바

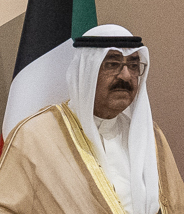

미샬 알아흐마드 알자베르 알사바(Mishal Al-Ahmad Al-Jaber Al-Sabah, 1940년 7월 25일 ~ )는 현재 쿠웨이트의 제17대 국왕(아미르)이다. 2023년 12월 16일에 아버지 나와프 알아흐마드 알자베르 알사바의 직위를 물려받아 국왕(아미르)로 즉위했다.
미셸 알아흐마드 알자비르 알사바는 과거 영국에서 유학 생활을 보낸 뒤, 이후 쿠웨이트군에서 근무했으며, 이후 2023년 12월 16일에 형인 나와프 알아흐마드 알자베르 알사바가 서거하면서 그 지위를 물려받아 즉위했다.